# Callionymus valenciennei
 Callionymus valenciennei és una espècie de peix de la família dels cal·lionímids i de l'ordre dels cipriniformes que es troba al Japó i a l'oest de Corea.